# Esquema afí
En matemàtiques s'anomena  esquema afí  a tot espai anellat  ( Spec ' A ,  Ã)  on  A  és un anell i  Ã  és la seva feix de localitzacions homogènies. És una noció introduïda per Alexander Grothendieck en la dècada dels 60. Els esquemes afins fan el paper en geometria algebraica dels oberts coordenats en geometria diferencial i són per tant un anàleg al cas local en ella.

## Feix de localitzacions homogènies
Tot anell  A  dona un prefeix de l'espectre Spec_  A  que en cada obert bàsic "O  a " val el localitzat "A  a ". El feix d'anells associat "Â" sw'anomena feix de localitzacions homogènies de A.